# Otta Bednářová
Otta Bednářová, rozená Šmirousová (18. června 1927 Praha – 5. září 2023 Praha) byla česká disidentka, novinářka, spisovatelka, scenáristka, spoluzakladatelka VONS, televizní a rozhlasová redaktorka. Výrazná osobnost jednoho z nejsledovanějších televizních seriálů šedesátých let 20. století, Zvědavá kamera.

## Život
Otka Bednářová se narodila 18. června 1927 v Praze, Otylii Šmirousové, která se věnovala domácnosti a Karlu Šmirousovi, úředníkovi ve Společnosti pro zpeněžení lihu. Rodiče ji pojmenovali Otta, avšak od dětství ji všichni znali pod jménem Otka. Manželům Šmirousovým se v roce 1929 narodila další dcera, Karla a roku 1935 nejmladší Marta. Rodina žila do roku 1937 ve Všenorech, poté se přestěhovala přímo do Prahy. Rodiče Otky pocházeli ze selských rodů z Vysočiny, díky tomu mohla děvčata trávit prázdniny u prarodičů v Záborné u Polné.
Otka Bednářová zažila německou okupaci i druhou světovou válku. Po konci války začala Otka Bednářová věřit komunistické ideologii pod vlivem dobové atmosféry. Přestala chodit do kostela a modlit se. Roku 1946 se stala členkou KSČ. Této skutečnosti v pozdějších letech mnohokrát litovala a brala ji jako zradu sebe sama.
Po maturitě nastoupila Otka Bednářová do ČKD Vysočany, poté pracovala v Tesle, jako svářečka. V roce 1948 se poprvé vdala a narodil se syn Jiří. Aby se rodina uživila, byla Otka Bednářová zaměstnaná jako úřednice na okresním sekretariátu, zároveň si přivydělávala roznosem novin a pletením pro družstvo.

## Rozhlas
V roce 1950 začala Otka Bednářová budovat kariéru redaktorky. Přihlásila se do rozhlasu a stala se redaktorkou zpravodajství. V roce 1953 se Otka Bednářová znovu vdala, narodil se syn Jan, ale manželství se znovu rozpadlo.
Po roce 1953 nastoupila do hospodářské redakce, ale orientovala se především na ženy, které měly problémy v zaměstnání, například se svými nadřízenými. Tak vznikaly první „problémové reportáže“. O dva roky později Otka Bednářová nastoupila do zemědělské redakce. Zaměřila se znovu na dokumentování špatných poměrů na pracovišti. Špatnou situaci zatím přisuzovala pouze jednotlivcům, ne celému systému.
V roce 1961 vydala reportáž s názvem Právo na zdraví. Snažila se vypátrat, proč někteří lékaři odmítají ošetřit některé pacienty. Špatné zkušenosti odmítnutých však nesměla odvysílat. I přes to, že již v této době byla kontrolována a její reportáže objektivně popisovaly útrapy lidí žijících v komunistickém režimu, dostala Otka Bednářová v roce 1961 několik ocenění za svou činnost. Otka Bednářová dokázala svými reportážemi vždy zaujmout, snažila se přistupovat k problémům objektivně, vedla diskusi se všemi účastníky a řešila sociální i psychologické otázky. Její reportáže měly vždy kvalitní obsah, velmi rychlé tempo a důraz na zvukové zpracování.

## Televize
V roce 1963 odešla Otka Bednářová z rozhlasu do televize, kde se podílela na pořadu Zvědavá kamera. Ve stejném roce začala sledovat soudy na Pankráci a právě díky nim změnila názor na KSČ. Otka Bednářová se ve svých reportážích dotýkala velice citlivých témat, což se projevovalo odporem strany. V roce 1964 byla, po kontrole cenzurou, odvysílána reportáž Volba povolání. Šlo o kritiku uplatňování takzvaných třídních kritérií při přijímání studentů na střední školu. Otka Bednářová dokumentovala konkrétní případ, kdy byla dívka z bohaté rodiny i přes vynikající výsledky, vyloučena ze střední školy. Reportáž měla po odvysílání zásadní ohlas – přicházely děkovné dopisy od diváků, ale zároveň negativní reakce od členů KSČ. Za tuto reportáž byla Otka Bednářová spolu se svým kolegou Jaroslavem Paterou předvolána před komisi stranické kontroly KSČ. Tehdejší ředitel Československé televize ale odmítl návrh na ukončení pracovního poměru s Otkou Bednářovou a její vyloučení ze strany. Autoři byli nuceni uvést „opravný“ pořad. Otka Bednářová byla potrestána redakční důtkou a ročním zákazem vystupování před kamerou.
Po roce se Otka Bednářová opět vrátila na televizní obrazovky, do pořadu Zvědavá kamera, s dalšími reportážemi. Například roku 1966 byla odvysílána reportáž s názvem Osamělý strom, která dokumentovala osudy mladých lidí, kteří se uchýlili k sebevraždě a zaznamenávala reakce společnosti na toto téma. Pořad získal roku 1966 ocenění FITES.
V roce 1967 měla Otka Bednářová v plánu odvysílat pořad s názvem Výchova je, když, ale jelikož se příliš odchylovala od ideologických dogmat, nebylo vysílání dovoleno. Stejný osud potkal i dokument s názvem Mezi nebem a zemí, který se týkal parapsychologie. Až roku 1968, při posledním uvolnění, byl odvysílán pořad Výchova je, když.
V roce 1968 bylo odvysíláno mnoho trezorových pořadů. Taktéž Dva roky na slamníku, dokumentující pohled vojáků na povinnou vojenskou službu, nebo Poprvé k volbám, kde Otka Bednářová natočila fiktivní volby ve svobodné zemi. V témže roce připravovala Otka Bednářová dokument o inscenovaném procesu padesátých let s doktorem Václavem Vlkem. Nový pořad o procesech 50. let se jmenoval Svědectví pro výstrahu. Redakce Zvědavé kamery rekonstruovala případ JUDr. Václava Vlka. Dokument byl překvapivě odvysílán. Během okupace Otka Bednářová dokumentovala dění v ulicích Prahy. Zvědavá kamera po okupaci musela změnit orientaci k etické problematice, pořady odkrývající negativa života v komunistickém režimu byly zakázány. Od září 1968 pobývala Otka Bednářová s oběma syny v Rakousku, díky pozvání svazu rakouské středoškolské mládeže. Avšak již za tři měsíce se vrátili do Prahy. Po návratu do televizního vysílání Otka Bednářová znovu natáčela pořady, které provokovaly stoupence komunistického režimu. Jedním z takových byl dokument Člověk a židle. Posledním dokumentem Otky Bednářové, který natočila pro ČST, byl Dobrý člověk ještě žije, ve kterém řešila pomoc silnějšího slabším.

## Konec v ČST
Po okupaci tvůrci Zvědavé kamery obdrželi výzvu, aby se kriticky zamysleli nad svou předešlou působností. Otka Bednářová odpověděla, že všechny dokumenty podrobila kritickému zkoumání a vždy se snažila objektivně veřejnosti podat své reportáže. V roce 1970 bylo několik redakcí včetně Zvědavé kamery zrušeno. Otka Bednářová dostala výpověď mimo jiné z důvodu „narušování socialistického společenského řádu“. Téhož roku byla vyloučena z KSČ a ze Svazu československých novinářů.
V roce 1971 Otka Bednářová podepsala Dva tisíce slov, čímž se definitivně zapsala i na seznam nepřátel režimu. Po odchodu z televize již nedokázala najít stálou práci v oboru. Vystřídala několik profesí, například pracovala jako pokladní v divadle. Těžká situace zanechala následky na jejím zdraví, což bylo důvodem k výpovědi v některých pozicích. V roce 1973 jí byl přiznán invalidní důchod.

## Samizdat
Otka Bednářová tajně pracovala pro samizdatovou Edici Petlice a spolupracovala s Ludvíkem Vaculíkem. Díla zapovězených autorů však šířila již před vznikem samizdatu. Se svými syny dokázala dlouhou dobu držet svoji činnost v tajnosti. Vyšlo však najevo, že si StB vedla složku každého člena rodiny, již v době, kdy Otka Bednářová pracovala jako redaktorka. Aktivně sledována byla od roku 1974. Svazek StB pro její osobu byl veden pod krycím názvem Dagmar, později Anténa.
Po podpisu Charty 77 byla Otka Bednářová poprvé odvedena na výslech a zatčena, při cestě za svým přítelem Klementem Lukešem, který byl v kontaktu s dalšími lidmi ze samizdatu. Dva dny strávila ve vazbě vězeňské nemocnice na Pankráci. Její spoluvězenkyně, paní Ciparová ochrnula po ráně obuškem. Otce Bednářové se se vším svěřila. Ta následně napsala reportáž o jejím příběhu. Za tento čin byla Otka Bednářová trestně stíhána, jelikož údajně vedla svou spoluvězenkyni k pomluvám. Následovaly domovní prohlídky, další výslechy a opakované držení ve vazbě.
Od konce května 1979 byla Otka Bednářová znovu ve vazbě za trestný čin podvracení republiky. V říjnu téhož roku byla odsouzena na 3 roky nepodmíněně. Při soudních procesech odmítala vypovídat. Po převezení do opavské ženské věznice ji čekaly nucené práce v podobě šití na stroji. Kvůli velice špatnému zdravotnímu stavu soud rozhodl o přerušení trestu a podmínečném propuštění. Po 17 měsících byla Otka Bednářová na svobodě.
Po propuštění z vězení se Otka Bednářová začala starat o děti odsouzených přátel. Vrátila se ke křesťanské víře a dále pracovala pro Chartu 77 a VONs. Sledování a zdravotní kontroly se dále opakovaly, aby se v případě zlepšení zdravotního stavu mohla vrátit k výkonu trestu. Ke zlepšení však již do roku 1989 nedošlo, spíše naopak. Otka Bednářová se účastnila mnoha akcí podporujících pád komunismu, například Palachova týdne v roce 1988. Při studentském pochodu na Albertov v roce 1989 ji státní ochránce srazil pendrekem na zem.
Po listopadu 1989 Otka Bednářová začala externě spolupracovat s Českým rozhlasem i Českou televizí. Taktéž se vysílaly reprízy jejích pořadů. Vznikl rozhlasový pořad Člověk volá člověka o dobročinných nadacích. Otka Bednářová se angažovala v nadaci Olgy Havlové Výbor dobré vůle.
V roce 1994 podala Otka Bednářová s rodinou žádost o vyšetření činnosti StB, jejímž důsledkem bylo odsouzení náčelníka, který sledoval a při výsleších šikanoval Jana Bednáře. V roce 1997 Otka Bednářová obdržela dopis od prezidenta Václava Havla, ve kterém ji informoval, že 28. 10. převezme státní vyznamenání Řád TGM III. Třídy. Otka Bednářová však odmítla, protože v mládí byla několik let členkou KSČ. Na naléhání kancléře Ivana Medka však vyznamenání přijala, převzal ho však její syn Jiří.
V 21. století žila s rodinou a přáteli v Praze. Věnovala se vnoučatům, rodině. V roce 2004 adoptovala na dálku dívenku z Indie, které umožnila vzdělání. V roce 2017 vyšla v Nakladatelství Triáda kniha jejích próz z let 1968–1988 Jak jsme hledali obrazy.